# Dywizja Piechoty Seeland
Dywizja Piechoty Seeland, 328 Dywizja Piechoty, niem. 328. Infanterie-Division Seeland – jedna z niemieckich dywizji piechoty. Utworzona w marcu 1945 roku na wyspie Zelandia z jednostek "ozdrowieńców" z terenów Danii. Do końca wojny jej formowanie nie zostało zakończone. Składała się z 3 pułków grenadierów (593., 594. i 595.), pułku artylerii (328.) i pułku zaopatrzeniowego (328.)